# Argolida
Argolida (greacă Αργολίδα) este o prefectură greacă, în periferia Peloponez. Reședința sa este Nauplion. Corespunde regiunii antice Argos.

## Municipalități și comunități
| Municipalitate | Cod YPES | Reședință (dacă e diferită) | Cod poștal |
| -------------- | -------- | --------------------------- | ---------- |
| Argos          | 0402     |                             | 212 00     |
| Asini          | 0403     | Drepano                     | 210 60     |
| Asklipieio     | 0404     | Lygourio                    | 210 52     |
| Epidaurus      | 0406     |                             | 210 54     |
| Ermioni        | 0407     |                             | 210 51     |
| Koutsopodi     | 0408     |                             | 210 00     |
| Kranidi        | 0409     |                             | 213 00     |
| Lerna          | 0410     | Myloi                       | 212 00     |
| Lyrkeia        | 0411     |                             | 210 58     |
| Midea          | 0412     | Agia Triada                 | 210 55     |
| Mykines        | 0413     |                             | 212 00     |
| Nafplion       | 0414     |                             | 211 00     |
| Nea Kios       | 0415     |                             | 210 53     |
| Nea Tiryntha   | 0416     |                             | 211 00     |
| Comunitate     | Cod YPES | Reședință (dacă e diferită) | Cod poștal |
| Achladokampos  | 0405     |                             | 210 57     |
| Alea           | 0401     |                             | 205 00     |